# 34-й стрелковый корпус (1-го формирования)
34-й стрелковый корпус — воинское соединение в вооружённых силах СССР во время Великой Отечественной войны.

## История
Сформирован в Северо-Кавказском военном округе. Входил в состав 19-й армии группы армий Резерва Главного командования. Корпус участвовал в советско-финской войне 1939—1940 годов.
В мае 1941 года План обороны государственной границы Генеральным штабом совершенствовался. При занятии войсками 2-го эшелона Киевского Особого военного округа (далее КОВО) тылового оборонительного рубежа у командующего войсками округа не оставалось резервов. Для создания резервов округа Генеральный штаб планирует и начинает перемещение из Северо-Кавказского военного округа Управления 19-й армии и всего 34-го ск. Во второй половине мая войска корпуса начинают прибывать в КОВО.
После начала войны с Германией в связи с разгромом Западного фронта в Белостокско-Минском сражении начата переброска корпуса в район Витебска.
Однако немецкие войска продвигались на восток столь стремительно, что уже 9 июля ворвались в Витебск.
Учитывая, что штаб корпуса уже прибыл в Рудню, а его дивизии только выгружались в районе Смоленска, 11 июля ему подчинены 220-я моторизованная дивизия, уже участвовавшая в боях за Витебск, и 153-я стрелковая дивизия юго-западнее Витебска (но штаб корпуса не сумел установить с ней связь). Позже ему подчинён отряд 7-го мехкорпуса. Корпус прикрывал направление Витебск—Смоленск.
Однако вскоре штаб корпуса получил приказ отойти на восток и принял под своё командование 127-ю и 158-ю стрелковые дивизии, выгрузившиеся южнее Смоленска. Всю вторую половину июля корпус атаковал захваченный противником Смоленск с юга, при этом понёс большие потери и оказался в окружении.
А. И. Ерёменко вспоминал:

Противник, при поддержке танков и сильной авиации, перешёл в наступление на 34-й корпус, потеснил и отбросил его части на левый берег Днепра. Для 34-го стрелкового корпуса сложилась тяжёлая обстановка. Она усугублялась ещё и тем, что командир корпуса заболел, управление дивизиями ослабло, и это оказало отрицательное влияние на выполнение корпусом задачи. Я был вынужден выехать в дивизии, чтобы помочь навести порядок в управлении войсками.

В связи с болезнью генерала Хмельницкого обязанности командира корпуса по моему приказанию принял начальник штаба корпуса полковник А. 3. Акименко, показавший себя энергичным и знающим военачальником…
22 июля 34-й корпус был подчинён штабу 16-й армии генерал-лейтенанта М. Ф. Лукина.
В начале августа остатки 16-й армии вышли из окружения. После окончания сражения за Смоленск 9 августа корпусное управление было расформировано, а личный состав направлен на укомплектование 127-й стрелковой дивизии.

## Командование
Командиры корпуса
- 19.08.1939 -хх.01.1940 — комдив Гонин, Василий Матвеевич
- с февраля 1940 по май 1940 — комдив, с марта 1940 комкор Пядышев, Константин Павлович или 02.1940-21.06.1940
- с мая 1940 по июнь 1940 — комдив Романенко, Прокофий Логвинович
- с 21 июня 1940 по 9 августа 1941 — генерал-лейтенант Хмельницкий, Рафаил Павлович
- И. О. командира корпуса с 24 июля по 10 августа 1941 — полковник Акименко, Адриан Захарович

Старшие офицеры корпуса
- Заместитель командира корпуса — генерал-майор Анттила, Аксель Моисеевич
- Начальник штаба корпуса — полковник Акименко, Адриан Захарович
- Начальник штаба корпуса — полковник Неверов Константин Павлович
- Начальник артиллерии корпуса — генерал-майор Арефьев Валентин Павлович.

## Боевой состав

### На1 июля1941 года
- 38-я стрелковая дивизия (полковник М. Г. Кириллов)
- 129-я стрелковая дивизия (генерал-майор А. М. Городнянский)
- 158-я стрелковая дивизия (полковник В. И. Новожилов)
- 471-й корпусный артполк

### На11 июля1941 года
- 220-я моторизованная дивизия (генерал-майор Н. Г. Хоруженко)
- 471-й корпусный артполк

### На17 июля1941 года
- 127-я стрелковая дивизия (генерал-майор Т. Г. Корнеев)
- * 158-я стрелковая дивизия (полковник В. И. Новожилов)